# Bernd Schips
Bernd Schips (* 14. Juni 1939 in Stuttgart) ist ein deutscher Ökonom.
Bernd Schips studierte an den Universitäten Karlsruhe, Tübingen und Bochum Ökonomie. 1967 wurde er promoviert, 1970 habilitierte er sich und wurde Privatdozent an der Universität Bochum. 1974 wurde er Professor für Ökonometrie an der Hochschule St. Gallen, 1993 ordentlicher Professor für Nationalökonomie an der ETH Zürich und Leiter der KOF Konjunkturforschungsstelle. Am 30. September 2005 erfolgte der Übertritt in den Ruhestand.
Von 1980 bis 1996 gehörte er der Eidgenössischen Kommission für Konjunkturfragen an, von 1994 bis 1996 als Präsident. 